# Campanula excisa
Campanula excisa är en klockväxtart som beskrevs av Johann Christoph Schleicher och Laurent Joseph Murith. Campanula excisa ingår i släktet blåklockor, och familjen klockväxter. Inga underarter finns listade i Catalogue of Life.

## Bildgalleri

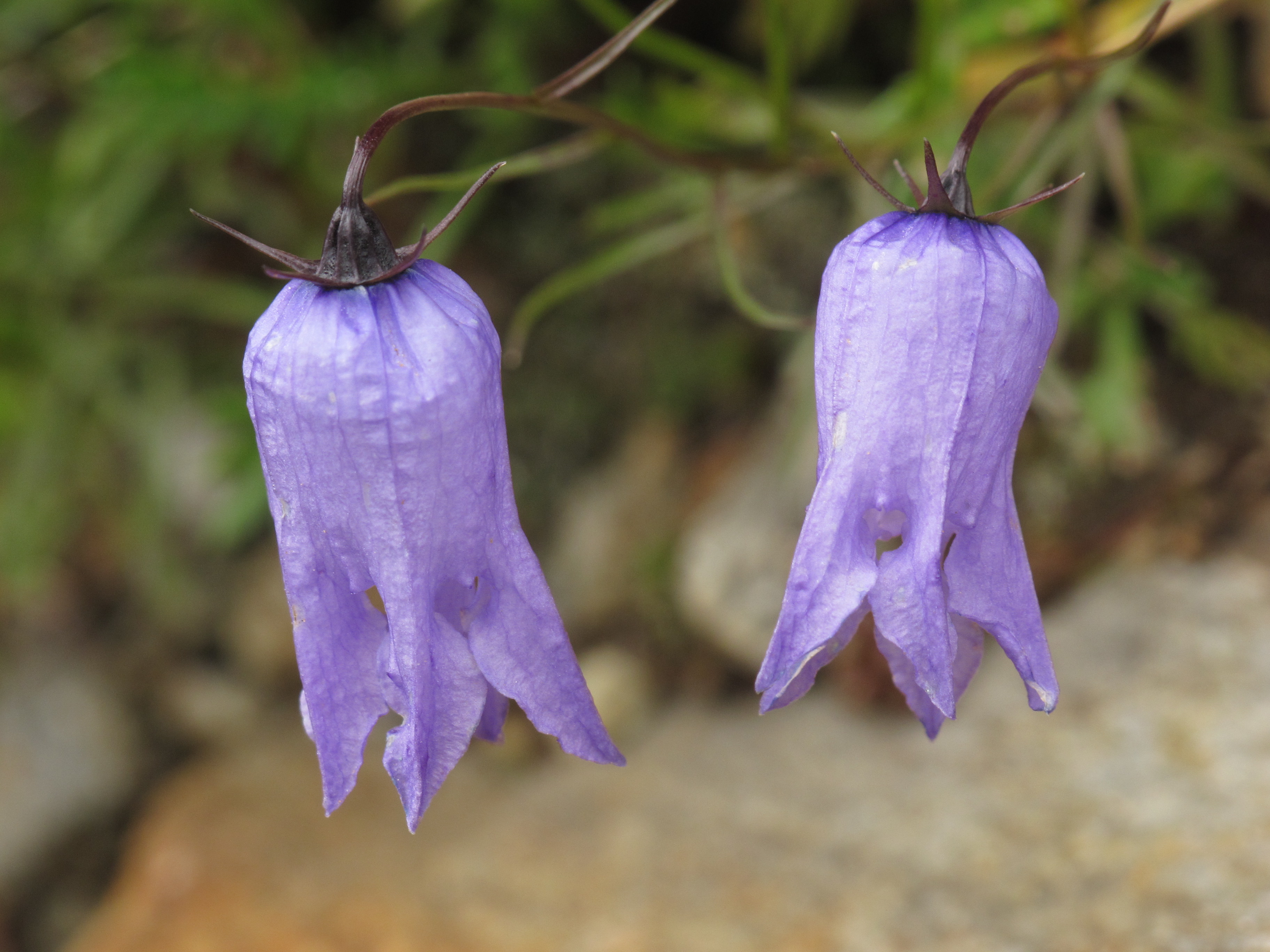
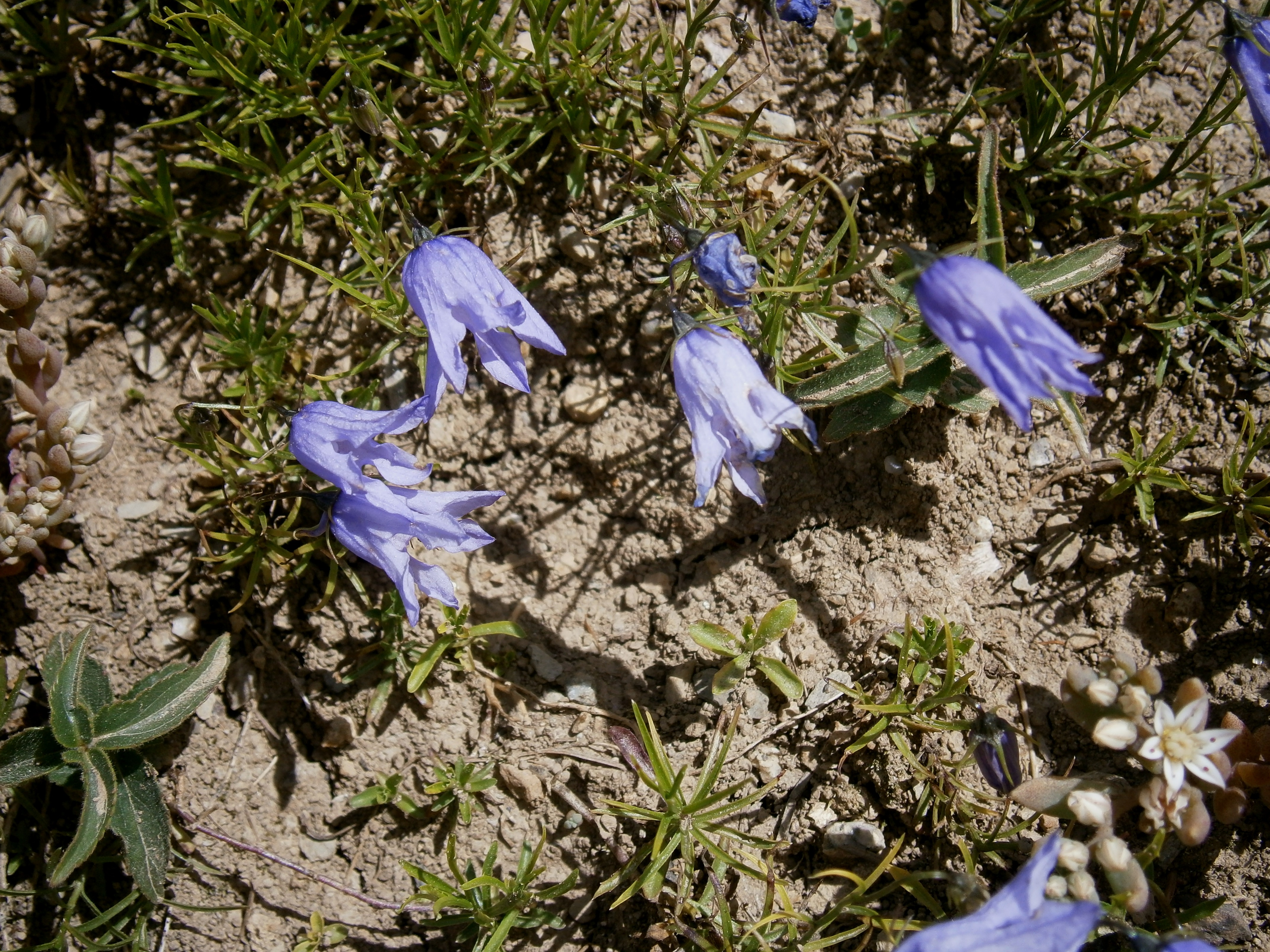